# Sutanuti
Sutanuti var en av tre byar som slogs samman för att bilda staden Kolkata (tidigare Calcutta) i Indien. De andra två byarna var Gobindapur och Kalikata. Job Charnock, administratör på brittiska East India Company, att grundandet av staden. Han bosatte sig i byn Sutanuti.